# OZ Minerals
OZ Minerals Limited —  австралійська гірничодобувна компанія. Раніше котирувалася на Австралійській фондовій біржі, була придбана компанією BHP у квітні 2023 р.
Компанія видобуває цинк, мідь, свинець, золото, срібло. Заснована в 2008 році шляхом злиття транснаціональних компаній Oxiana Limited і  Zinifex Limited. За заявами керівництва компанії, злиття відбувалося на рівноправній основі, а нову назву має підкреслювати виникнення абсолютно нової компанії . OZ Minerals є  публічною компанією, акції якої торгуються на біржі  ASX. Штаб-квартира розташовується в місті Мельбурн, штат  Вікторія. OZ Minerals веде видобування  корисних копалин на території  Австралії та  Азії, а також бере участь у розвідці нових родовищ по всьому світу.
1 грудня 2009 р. торгівля акціями компанії була зупинена, компанія шукала можливість рефінансувати борг розміром в A$ 1,2 мільярдів. Також OZ Minerals вела переговори про продаж 100% свого бізнесу китайській компанії China Minmetals Corporation, найбільшому національному торговцю металом, за А$ 2,6 За повідомленням інформагентства Сіньхуа від 29 березня 2009 р. австралійська влада заблокувала проведення даної операції. . Більша частина родовищ була продана компанії China Minmetals, що створила з покупки компанію Minerals and Metals Group - у компанії OZ Minerals залишалось родовище «Промінент-Хілл».

## Основні проекти з видобутку корисних копалин
- Родовище «Промінент-Хілл» (англ. Prominent Hill) розташоване в центральній частині австралійського штату Південна Австралія, за 650 км на північний захід від  Аделаїди. У кар'єрах видобувають мідь, золото, срібло.

Родовища, що належали компанії і пізніше продані:
- Родовище «Століття» (англ. Century) розташоване на північному заході  австралійського штату Квінсленд. У кар'єрах видобувають цинк, свинець, срібло. Родовище Сторіччя є другим у світі за величиною видобутку цинку, тут видобувають 500 тисяч тонн цинку в рік.
- Родовище «Золотий гай» (англ. Golden Grove) розташоване в  австралійському штаті Західна Австралія, приблизно 450 км на північний схід від міста  Перт. Відкритим способом добувають цинк, мідь, свинець, золото, срібло.
- Родовище «Росбері» (англ. Rosebery) розташоване у північно-західній частині  австралійського штату і острова Тасманія. У підземних рудниках добувають цинк, мідь, свинець, золото, срібло. Родовище дуже старе, функціонує з 1936 року.
- Родовище «Сепон» (англ. Sepon) розташоване в Лаосі, провінція  Саваннакхет. 10% родовища володіє уряд Лаосу. Родовище працює з 2002 р, відкритим способом видобувають мідь, золото, площа району розробки становить 1250 км². Сепон дає близько 65 тисяч тонн  міді на рік.